# 相生町 (碧南市)
相生町（あいおいまち）は、愛知県碧南市の地名。

## 歴史

### 地名の由来
字名に由来する。

### 人口の変遷
国勢調査による人口および世帯数の推移。
| 1995年（平成7年）  | 324世帯 1033人 |  |
| 2000年（平成12年） | 335世帯 1046人 |  |
| 2005年（平成17年） | 392世帯 1105人 |  |
| 2010年（平成22年） | 387世帯 1069人 |  |
| 2015年（平成27年） | 396世帯 1038人 |  |
| 2020年（令和2年）  | 425世帯 1053人 |  |

### 沿革
- 1976年（昭和51年） - 碧南市新川町の一部により、同市相生町が成立[1]。

## 交通
- 名鉄三河線
- 愛知県道50号名古屋碧南線
- 愛知県道301号西尾新川港線

## 施設
- 愛知県中央信用組合新川出張所

### WEB
1. ↑  “愛知県碧南市の町丁・字一覧”.   人口統計ラボ. 2024年3月8日閲覧。
2. 1 2  総務省統計局 (2022年2月10日). “令和2年国勢調査の調査結果(e-Stat) - 男女別人口，外国人人口及び世帯数－町丁・字等” (CSV). 2023年8月2日閲覧。
3. ↑  “愛知県碧南市の郵便番号一覧”.   日本郵便. 2024年3月8日閲覧。
4. ↑  “市外局番の一覧” (PDF).   総務省 (2022年3月1日). 2022年3月22日閲覧。
5. ↑  “ナンバープレートについて”.   一般社団法人愛知県自動車会議所. 2024年1月21日閲覧。
6. ↑  総務省統計局 (2014年3月28日). “平成7年国勢調査の調査結果(e-Stat) - 男女別人口及び世帯数 －町丁・字等” (CSV). 2021年7月20日閲覧。
7. ↑  総務省統計局 (2014年5月30日). “平成12年国勢調査の調査結果(e-Stat) - 男女別人口及び世帯数 －町丁・字等” (CSV). 2021年7月20日閲覧。
8. ↑  総務省統計局 (2014年6月27日). “平成17年国勢調査の調査結果(e-Stat) - 男女別人口及び世帯数 －町丁・字等” (CSV). 2021年7月21日閲覧。
9. ↑  総務省統計局 (2012年1月20日). “平成22年国勢調査の調査結果(e-Stat) - 男女別人口及び世帯数 －町丁・字等” (CSV). 2021年7月21日閲覧。
10. ↑  総務省統計局 (2017年1月27日). “平成27年国勢調査の調査結果(e-Stat) - 男女別人口及び世帯数 －町丁・字等” (CSV). 2021年7月21日閲覧。

### 書籍
1. 1 2 3  「角川日本地名大辞典」編纂委員会 1989, p. 63.